# Günter Lippmann

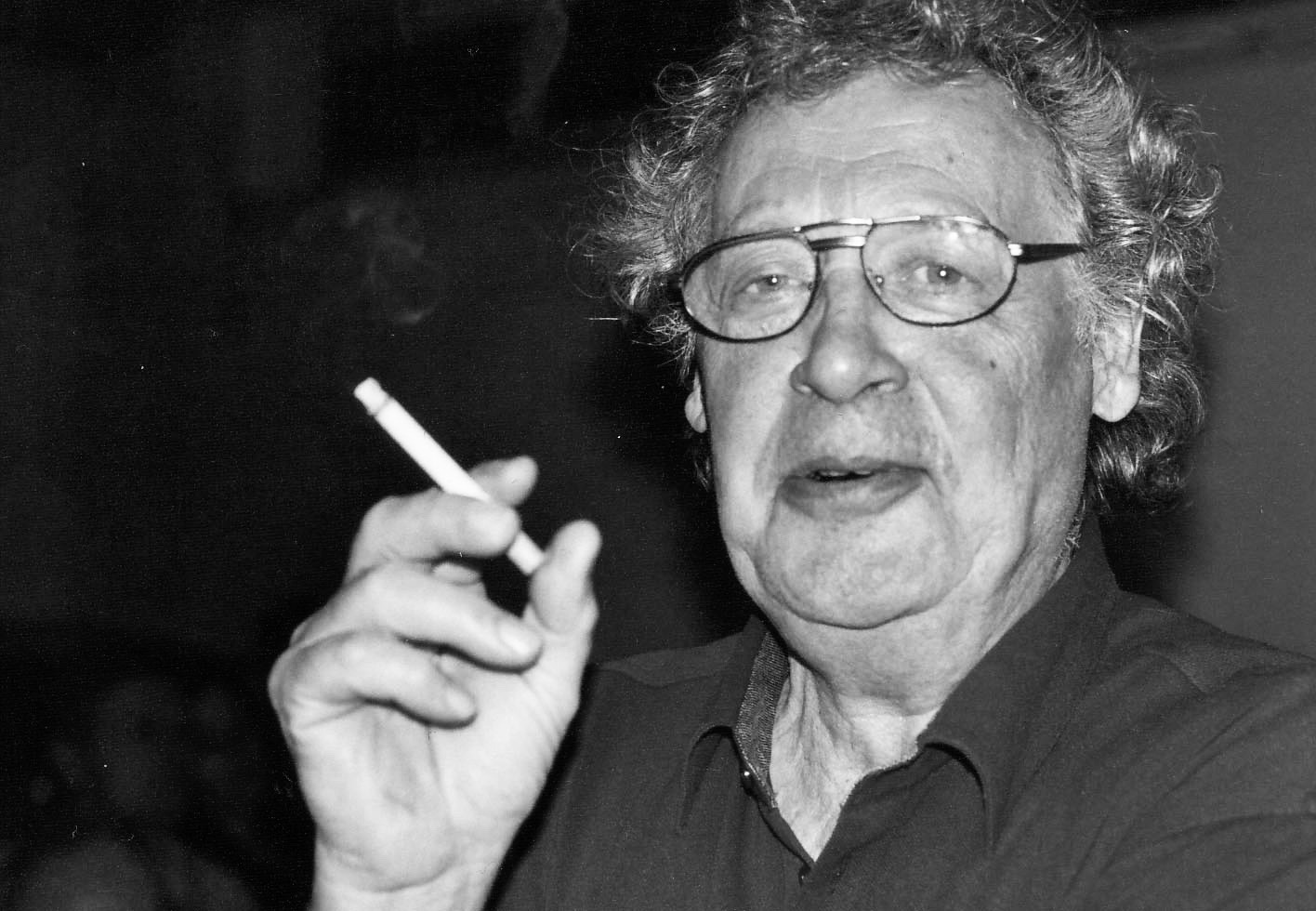
Günter Lippmann 2007, Foto: Andreas Voigt

Günter Lippmann (* 24. April 1936 in Chemnitz; † 8. Februar 2020 in Ludwigsfelde) war ein deutscher Dokumentarfilm-Regisseur.

## Leben
Günter Lippmann wurde am 24. April 1936 als Sohn eines Metallarbeiters, SPD-Mitglieds, Gewerkschaftsfunktionärs und späteren Klempnermeisters und einer aus einem Fabrikantenhaushalt stammenden Kindergärtnerin in Chemnitz geboren. Nachdem er eine bereits sichere Lehrstelle zum Augenoptiker in Jena verlor, weil aufgrund des Gesetzes über den Mutter- und Kinderschutz und die Rechte der Frau vom 27. September 1950 nur noch Mädchen in diesem Beruf ausgebildet werden durften, absolvierte er eine Lehre zum Elektromonteur im Kraftwerk Chemnitz. Von 1953 bis 1956 studierte er Maschinenbau und Elektrotechnik in Chemnitz und Mittweida und war anschließend Assistent des Werkleiters im VEB Elektro-Apparate-Werke "J.W.Stalin" in Berlin-Treptow. Von dort wechselte er zum Anlagenbau für Rundfunk und Fernsehen Dresden und danach wieder nach Berlin, zum VEB Starkstromanlagenbau.
Eine erste Bewerbung an der Filmhochschule in Potsdam im Rahmen von Ulbrichts Kulturoffensive Bitterfelder Weg im Jahr 1960 scheiterte. Lippmann schloss sich daraufhin der Ostberliner Bohème an und lebte bis zum Mauerbau von Gelegenheits- und Studentenjobs in Westberlin (TUSMA). 1961 fing er freiberuflich beim DDR-Fernsehen an. Durch Gerhard Scheumann kam er zum innenpolitischen TV-Magazin Prisma, wo er das 11. Plenum erlebte und auch nach Scheumanns Weggang im Jahr 1965 zunächst blieb. Eine zweite Bewerbung an der Filmhochschule in Potsdam im Jahr 1966 war erfolgreich. Lippmann absolvierte ein Sonderstudium, das er nach Abbruch seines Diplomfilms wegen kulturpolitischer Differenzen 1970 ohne Diplom beendete.
Von 1973 bis 1990 arbeitete er freiberuflich für das DEFA-Studio für Dokumentarfilme und schlug sich, wenn er keine Aufträge bekam, mit dem Drechseln von Gardinenstangen durch. Da er mit Wolf Biermann und Eva-Maria Hagen freundschaftlich verbunden war, weigerte er sich, eine Resolution gegen Biermann zu unterschreiben und wurde nur noch gelegentlich beschäftigt.
1974 zog er aus Berlin nach Friedrichswalde in der Schorfheide. Dort organisierte er 1980 ein weithin beachtetes Folkfestival. Eine Neuauflage des Festivals im Jahr 1981 wurde verhindert, indem der Ort von den DDR-Behörden zum Seuchensperrbezirk erklärt wurde.
1991 begründete Lippmann gemeinsam mit Ulrich Eifler, Lew Hohmann, Ralf Marschalleck, Dieter Schumann, Joachim Tschirner und Andreas Voigt die Autorenvereinigung und Filmproduktion „UM WELT FILM“. 2003 setzte er sich zur Ruhe.

2018 erkrankte Günter Lippmann an einer autoimmunen Encephalitis und verstarb am 8. Februar 2020 in einer Pflegeeinrichtung in Ludwigsfelde. Er wurde im RuheForst Eberswalde beigesetzt. 

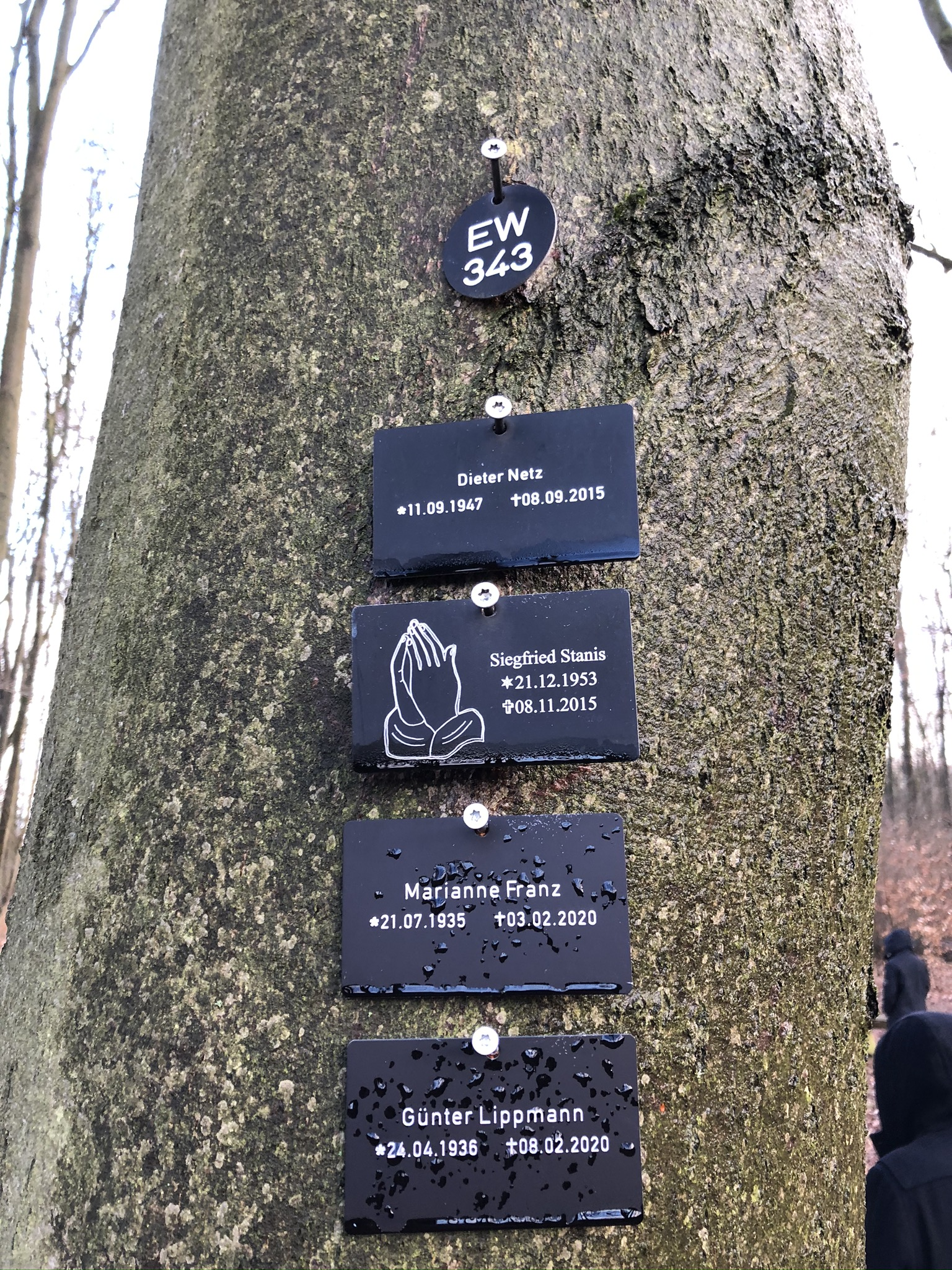
Grabstelle Günter Lippmanns im RuheForst Eberswalde

Günter Lippmann war viermal verheiratet. Der ersten Ehe entstammt der 1957 geborene Schauspieler und Filmproduzent Heiner Lippmann (Felix aus dem Wunderland, DEFA 1971), der heute in Los Angeles eine Videoproduktionsfirma führt. 1963 wurde in zweiter Ehe Lippmanns erste Tochter Bettina Lippmann geboren. Die dritte Ehe blieb kinderlos. Aus der vierten Ehe, die bis zu seinem Tod Bestand hatte, ging 1984 seine zweite Tochter Julia Ottilie Martha Lippmann hervor.

## Schaffen
Angeregt durch seinen Studienkollegen Wolfgang Methfessel, dessen Vater mit Hermann Hesse korrespondierte, begann Lippmann sich in Mittweida und seiner ersten Berliner Zeit mit Literatur und Kunst zu beschäftigen. Neben Hesse las er Morgenstern, Ringelnatz und alles "in dieser Richtung", später dann auch Brecht und John Steinbeck und begann, regelmäßig ins Theater zu gehen. So kam er zum Arbeitertheater im Maxim-Gorki-Theater, wo er Regie- und Dramaturgieassistent war. Daneben besuchte er zahlreiche Jazzkonzerte und Kinovorstellungen in West-Berlin, wo er im Maison de France mit den Filmen der Nouvelle Vague in Kontakt kam.
Beim Fernsehen arbeitete Lippmann zunächst als Aufnahmeleiter- und Regieassistent. Seine erste eigenständige Regiearbeit war der Lehrfilm Vorfahrt nach § 13 StVO der DDR im Jahr 1964.
Da für die Absolventenfilme der Sonderstudenten an der Filmhochschule, zu denen Lippmann gehörte, wie sich herausstellte, versehentlich kein Spielfilmetat vorgesehen worden war, waren sie gezwungen, Dokumentarfilme zu drehen. Lippmann wurde von der Hochschule vorgeschlagen, einen Film über Hanns Eisler anlässlich von dessen 75. Geburtstag am 6. Juli 1973 zu machen. Lippmann begann seine lebenslange Beschäftigung mit Hanns Eisler, verfasste gemeinsam mit Peter Voigt ein Drehbuch und startete mit den Filmarbeiten. Diese mussten jedoch auf Betreiben von Käthe Rülicke-Weiler eingestellt werden, die aufgrund des Formalismusstreits und der 1970 in München erschienenen Gespräche Hans Bunges mit Eisler, die in der DDR nicht erscheinen durften, massive Einwände gegen das bereits abgenommene Drehbuch erhob. Der Film sah vor, Eisler die Ereignisse selbst kommentieren zu lassen, wobei u. a. Material aus den Bunge-Gesprächen zum Einsatz kommen sollte. Auch eine Intervention von Joris Ivens und zahlreiche Briefe von Steffy Eisler konnten die DDR-Kulturpolitiker nicht umstimmen, weshalb die bereits geplanten Filminterviews mit Charlie Chaplin und Pablo Picasso über Eisler nie gedreht wurden.
Nach dem Studium kehrte Lippmann als Freiberufler zum Fernsehen zurück und drehte mehrere Beiträge vor allem für das Magazin „Prisma“, aber auch  Filme über Partisanen in Weißrussland (Belarus), über vietnamesische Vertragsarbeiter in der DDR und über Chilenen, die nach dem Putsch 1973 Asyl in der DDR erhielten. Auch ein Film über alleinerziehende Mütter mit vielen Kindern entstand in dieser Zeit. Beim Fernsehen konnte er schließlich mit Unterstützung durch Steffy Eisler, Hans Bunge, Heiner Müller, Stephan Hermlin und den Hanns-Eisler-Beirat der Akademie der Künste unter Günter Mayer mit Ändere die Welt, sie braucht es doch noch einen 90-minütigen Film zu Eislers 75. Geburtstag drehen – wenn auch nicht in der ursprünglich geplanten Form und mit einigen Eingriffen der DDR-Zensur.
Sein Film Arbeiterfotografen wurde Lippmann 1975 mitten in der Produktion weggenommen, da man ihn nicht an die Drehorte – Berlin-Wedding und Hamburg – reisen lassen wollte. Es kam zum Eklat. Danach war er für zwei Jahre von der Dokumentarfilmarbeit ausgeschlossen. Der "Rehabilitationsfilm" Eigentlich wollte ich Förster werden über einen jungen Polizisten wurde 1980 unmittelbar nach Fertigstellung weggeschlossen, da das Porträt nicht der offiziellen Linie entsprach. Lippmann bekam daraufhin das Thema "Sekundärrohstoffe" zugewiesen, wie Recycling in der DDR genannt wurde. In der Folge drehte Lippmann mit dem Film Goldgruben (1981) den ersten Ökofilm der DEFA, der in den Kinos als Vorfilm zu Lady Chatterleys Liebhaber lief, bis er durch Einspruch des Ministers für Verkehr- und Transport davon entkoppelt wurde und nur noch bei Matinee-Veranstaltungen mit entsprechender Einführung gezeigt werden durfte, woraufhin ihn letztlich ein noch größeres Publikum sah. Insgesamt hatte er mehr als eine Million Zuschauer. Auch Goldgruben wurde erst nach zähen Verhandlungen mit der Zensur und einigen Schnitten zugelassen. So mussten zum Beispiel sämtliche schwarze Rauchfahnen herausgeschnitten werden.
1986 drehte Lippmann den Dokumentarfilm Kostbares Naß über die Verunreinigung von Gewässern in der DDR, der ebenfalls sehr gute Zuschauerzahlen erreichte. Diesmal ging der Film gut durch die Abnahmen und auch nachträgliche Verbotsversuche durch kleine Funktionäre scheiterten. Lippmann kam daraufhin in Kontakt mit der Umweltgruppe ARGUS in Potsdam und der Umwelt-Bibliothek in Berlin.
Der Film Wer hat Dich, Du schöner Wald... über das Waldsterben im Erzgebirge, den Lippmann 1988/89 drehte (ein erster Anlauf im Jahr 1983 war verhindert worden), durfte zu DDR-Zeiten nicht gezeigt werden, nachdem für acht immer weiter verstümmelte Fassungen keine Abnahme erteilt worden war. Aus dem Material und der Geschichte dieser Verhinderung kompilierte Lippmann den Film Wer hat dich, du schöner Wald ... oder Wie ein Film verhindert wurde, der im August 1990 im DDR-Fernsehen lief.
Nach der Wende drehte Lippmann in Zusammenarbeit mit seiner Frau, der Filmwissenschaftlerin Manuela Lippmann, weitere Filme mit ökologischem Bezug – zum Beispiel Ökodorf Brodowin, ein Anfang (1991) – und Beiträge für ein Umweltmagazin bei Sat1. Die letzte große  Dokumentation der beiden Nach Hause gehen – das war's! – Die Arnims und die Uckermark sollte 2003 nach Fertigstellung und Abnahme (es gab sogar bereits einen Sendeplatz) plötzlich geändert und gekürzt werden. Lippmann erinnerte das an die Zensureingriffe in seine Filme zu DDR-Zeiten. Er weigerte sich, diese Änderungen durchzuführen. Nachdem seine Frau Manuela Lippmann den Film entsprechend gekürzt hatte, wurde er 2004 im rbb gesendet.
Eine für 2011 geplante Fortsetzung des Brodowin-Films nach 20 Jahren kam mangels Finanzierung nicht mehr zustande.

## Trivia
Lippmanns Kurzdokumentationen Mit 15 schwanger (1987) und Zwei Herzen und ein Schlag (1988) wurden am 13. Oktober 1988 bei einer Testvorführung des 34-minütigen Films Die andere Liebe von Axel Otten und Helmut Kißling im Berliner Kino Babylon als Vorfilme gezeigt.

## Filmografie (Auswahl)
- 1973: Ändere die Welt, sie braucht es. Begegnungen mit Hanns Eisler
- 1980: Eigentlich wollte ich Förster werden
- 1981: Goldgruben
- 1986: Kostbares Naß
- 1990: Wer hat dich, du schöner Wald ... oder Wie ein Film verhindert wurde
- 1991: Ökodorf Brodowin, ein Anfang
- 2003/2004: Nach Hause fahren, das war's – Die Arnims und die Uckermark

## Filmpreise
- 1987 Filmfest Peking: Hauptpreis für Kostbares Naß
- 1983 Filmfest Ostrava: Hauptpreis für Goldgruben